# Jonathan Tucker
Jonathan Moss Tucker (Boston, Massachusetts; 31 de mayo de 1982) es un actor estadounidense de cine y televisión, más conocido por sus papeles en películas como The Texas Chainsaw Massacre, Hostage, En el valle de Elah, The Ruins y en televisión en The Black Donnellys.

## Vida y carrera
Es hijo de Maggie Moss, una analista de relaciones públicas, marketing y ejecutiva, y Paul Hayes Tucker, restaurador-conservador, escritor y profesor universitario, que es un experto en Claude Monet e impresionismo francés. El padre de Tucker es irlandés estadounidense y católico, y su madre judía. Se crio en el barrio irlandés de Charlestown, en Boston, y asistió a la Park School, en Brookline (Massachusetts).
Tucker fue miembro del Ballet de Boston e interpretó a Fritz en una producción local de El Cascanueces, cuando estaba en tercer grado. También apareció en un calendario del Ballet de Boston. Asistió a la Escuela Secundaria Thacher en Ojai (California), donde se graduó en 2001. Se graduó de la Universidad de Columbia, donde fue aceptado para una admisión temprana.

## Filmografía

### Películas
- Y en Nochebuena se armó el belén (1994)
- Two If by Sea (1996)
- Sleepers (1996)
- Locos por la música (1998)
- Las vírgenes suicidas (1999)
- 100 Girls (2000)
- The Deep End (2001)
- The Texas Chainsaw Massacre (2003)
- Stateside (2004)
- Relative Evil (2004)
- Criminal (2004)
- Hostage (2005)
- Love Comes to the Executioner (2006)
- Pulse (2006)
- Cherry Crush (2007)
- En el valle de Elah (2007)
- The Ruins (2008)
- Veronika Decides to Die (2009)
- An Englishman in New York (2009)
- Flying Lessons (2010)
- Meskada (2010)
- The Next Three Days (2011)
- Skin (2018)
- Los ángeles de Charlie (2019)

### Televisión
- Edición Anterior/Early Edition (1997)
- Mr. Music (1998)
- The Practice (2001)
- Philly (2002)
- CSI: Crime Scene Investigation (2003)
- Law & Order: Special Victims Unit (2003)
- Punk'd (2003)
- Six Feet Under (2004)
- Masters of Horror (2005)
- Law & Order: Criminal Intent (2006)
- The Black Donnellys (2007)
- White Collar (2010)
- Criminal Minds (2011)
- Parenthood (2011-2012)
- Person of Interest (2012)
- Hannibal (2014)
- Justified (2015)
- Kingdom (2014-2017)
- American Gods (2017)
- Echoes (2022)

### Videojuegos
- Call of Duty: WWII (2017)